# Ponnenjärvi
Ponnenjärvi eller Ponnejärvi är en sjö i Finland. Den ligger i kommunen Alavo i landskapet Södra Österbotten, i den centrala delen av landet, 280 km norr om huvudstaden Helsingfors. Ponnenjärvi ligger 123,8 meter över havet. I omgivningarna runt Ponnenjärvi växer i huvudsak blandskog. Den är 9,5 meter djup. Arean är 2,04 kvadratkilometer och strandlinjen är 9,1 kilometer lång. Sjön  ingår i Lappo å huvudavrinningsområde. 